# Abha Dawesar
Abha Dawesar est une écrivaine indienne née à New Delhi le 1er janvier 1974.

## Biographie
Abha Dawesar part étudier à New York à l'âge de 17 ans et s'y établit. 
Après des études de philosophie à Harvard et quelques années de travail dans une banque, elle décide de se lancer dans l'écriture. 
En novembre 2000, elle publie son premier roman, L'Agenda des plaisirs (Miniplanner), où elle met en scène un homosexuel new-yorkais multipliant les conquêtes amoureuses. Avec Babyji en 2006, elle remporte le American Library Association’s Stonewall Award et le prix Lambda Literary : l'héroïne de ce roman est une jeune adolescente indienne de classe moyenne qui, à l'approche de l'âge adulte, s'ouvre parallèlement à de nouveaux horizons intellectuels et sexuels. 
Les traductions en français de ses œuvres paraissent aux éditions Héloïse d'Ormesson.

## Œuvre

### Romans
- Miniplanner, Cleis Press (2000) Publié en français sous le titre L'Agenda des plaisirs, traduit par Laurence Videloup, éditions Héloïse d'Ormesson, avril 2011  (ISBN 978-2-35087-163-9)
- That Summer in Paris, Doubleday Publishing (2005) Publié en français sous le titre Dernier été à Paris, traduit par Laurence Videloup, éditions Héloïse d'Ormesson, mai 2008  (ISBN 978-2-35087-081-6)
- Babyji, Anchor Books (2006) - American Library Association’s Stonewall Award et prix Lambda Literary Publié en français sous le titre Babyji, traduit par Isabelle Reinharez, éditions Héloïse d'Ormesson, mars 2007  (ISBN 978-2-35087-049-6)
- Family Values, Penguin Books India (2009) Publié en français sous le titre L'Inde en héritage, traduit par Laurence Videloup, éditions Héloïse d'Ormesson, août 2009  (ISBN 978-2-35087-049-6)
- Sensorium (2012) Publié en français sous le titre Sensorium, traduit par Laurence Videloup, éditions Héloïse d'Ormesson, août 2012  (ISBN 978-2-35087-198-1)
- Madison Square Park (2016) Publié en français sous le titre Madison Square Park, traduit par Laurence Videloup, éditions Héloïse d'Ormesson, avril 2016  (ISBN 978-2-35087-354-1)

### Nouvelles
- Woman (1987)
- The Good King, dans Breaking the Bow: Speculative Fiction Inspired by the Ramayana (2014)

## Prix et distinctions
- Prix Lambda Literary 2005 dans la catégorie Lesbian Fiction pour Babyji (en)